# Suprématie militaire

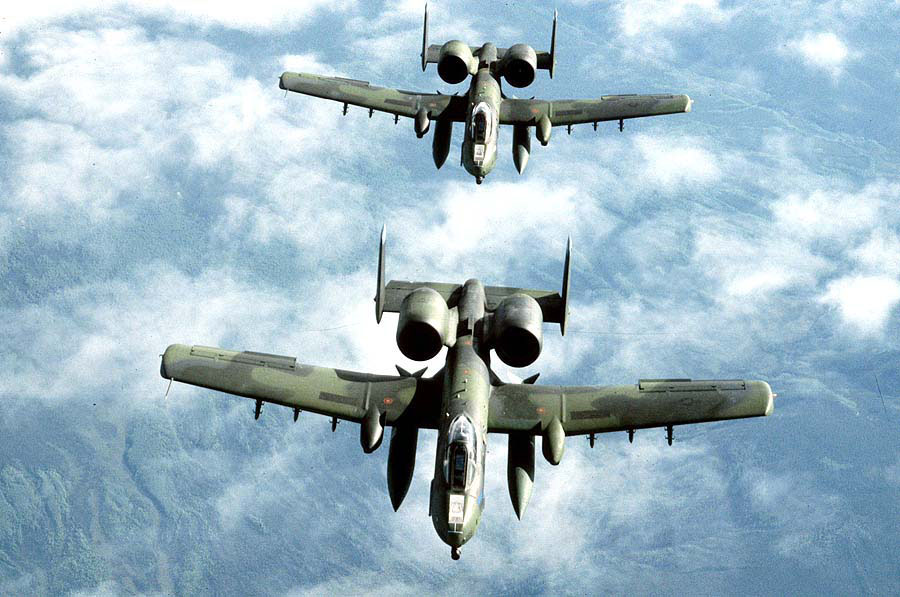
Depuis le déroulement de la Seconde Guerre mondiale, la suprématie aérienne dépasse les autres types d'armes sur tous les théâtres d'opérations.

La suprématie concerne l'état de supériorité sur le plan militaire qu'une technique guerrière, et donc la puissance la détenant, peut avoir sur les autres.
Cette supériorité stratégique est recherchée pour obtenir la victoire sur le champ de bataille. Une fois détenue par un camp, le stratège adverse doit la contourner sur le plan tactique par la définition de ses plans de guerre.

## Suprématie terrestre

### Durant l'Antiquité: le fantassin

#### La phalange grecque
Le développement de la phalange grecque assure la victoire des cités-États de Grèce Antique sur leurs adversaires. Dotés de lances, les hoplites de la phalange résistent aux chocs frontaux lancés à l'assaut. Ce concept d'unité compacte d'infanterie sera poursuivi jusqu'à l'époque des guerres napoléoniennes, avec le carré napoléonien.

#### La légion romaine
La légion romaine se distingue de la phalange par l'adoption du pilum, la lance romaine et du glaive. Cette évolution fait suite au sac de Rome effectué par Brennos, chef du peuple celte des Sennons, en 390 av. J.-C. (voir, dans l'article détaillé, la chronologie des Celtes). Rome continue la modernisation de ses armées tout au long de ses victoires, parvenant à une doctrine militaire appliquée. Si l'Empire romain d'Occident perd enfin la suprématie lors des Grandes invasions, ce n'est pas imputable à un déficit de technique militaire.

### Durant le Moyen Âge: le chevalier
Cette suprématie du cavalier monté fut tellement déterminante qu'elle constitue une des limites identifiées entre l'Antiquité et le Moyen Âge. Le cavalier lourd, bardé de son armure à plaques, sera anobli, deviendra un chevalier puis, lors de l'instauration des Ordres militaires religieux, constituera le bras armé de la chrétienté médiévale.
Le chevalier est, en quelque sorte, le « blindé » du Moyen Âge. Sa supériorité sur le champ de bataille durera jusqu'à la bataille d'Azincourt en 1415, surnommée le désastre des Armagnacs (désigne la chevalerie française). C'est la fin de l'ère de la chevalerie et le début de la suprématie des armes à distance sur la mêlée.
En termes de technique militaire, ce passage des temps médiévaux à l'époque de la Renaissance est aussi marquant que la chute de Constantinople d'un point de vue historique.

## Suprématie navale

### Durant la Renaissance: l'invincible Armada

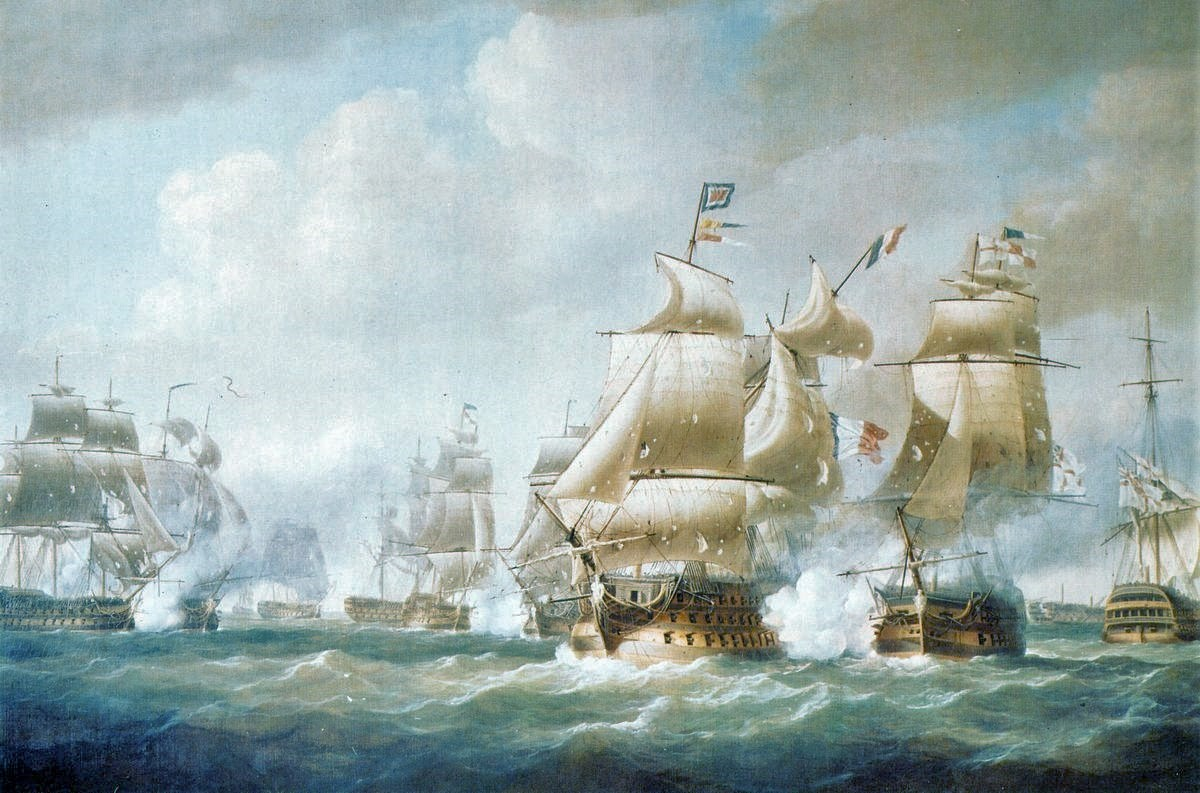
Destruction de l'escadre française de l'amiral Leissègues à Saint-Domingue - 6 février 1806
- peinture de Nicholas Pocock (1740-1821)

En 1571, la bataille de Lépante donne la suprématie navale sur la mer Méditerranée à la couronne de Castille, qui pourra ainsi développer son empire colonial, concédant le développement de celui du Portugal selon les directives du Vatican. Cette suprématie sur les mers est courte ; elle s'achève en 1588 dans la Manche, lorsque les galions de l'Invincible Armada rencontrent les navires de Francis Drake, plus manœuvrables.

### Durant les Temps modernes: La Royal Navy
Elle passe ensuite à la couronne d'Angleterre lors des Temps Modernes, qui définit alors que la Royal Navy doit être plus grande que les flottes combinées de ses deux plus grands compétiteurs, ce qui lui assure la domination des océans, notamment en prenant le contrôle des points de passage stratégiques : Gibraltar en 1704, le Cap de Bonne-Espérance en 1795, et le canal de Suez en 1882.

### Pendant l'Époque contemporaine: les sous-marins
Guerre sous-marine non déclarée pendant la Guerre froide, consistant en une compétition technologique portant sur les SNLE et sous-marins d'interception. Le récit des évènements et des pertes est tenu secret, aucune déclaration de vainqueur.

## Suprématie aérienne

### Durant l'Époque contemporaine: l'U.S. Air Force
Les navires et leurs flottes de soutien sont désormais centrées sur des porte-avions à propulsion nucléaire (CVN) qui projettent une force de frappe aérienne sur des distances très éloignées de la base navale de rattachement. Cette conception stratégique fut mise en œuvre à partir de la guerre du Pacifique (1942-1945).
La montée de la guerre froide jusqu'à la fin des années soixante amène à une compétition des deux Supergrands sur les modèles d'intercepteurs.

### Suprématie atomique pendant la guerre froide

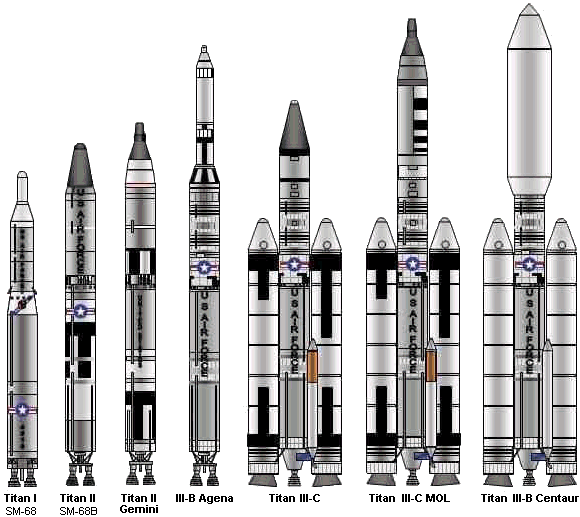
suprématie nucléaire: famille des missiles et lanceurs Titan

L'aboutissement du projet Manhattan pendant l'été 1945 donna la suprématie diplomatique aux États-Unis pour forcer la reddition du Japon sans avoir à débarquer sur les îles japonaises, ce qui s'annonçait très coûteux en vies humaines sur le plan tactique.
La suprématie atomique ne fut pas atteinte.
Dans cet avènement de l'ère atomique, les soviétiques rattraperont le retard, et la précision des missiles intercontinentaux des deux superpuissances amènera une situation d'équilibre de la terreur, expression que seule la promesse d'une fin de l'histoire au sortir de la guerre froide pouvait adoucir pour les populations.

### Suprématie spatiale
Continuation de la compétition décrite précédemment, la fin de la guerre froide n'a pas mis fin aux prétentions de militarisation de la banlieue du globe terrestre.
Voir l'article détaillé (en) Militarisation de l'Espace.

## Prolongements

### Jeu de simulation
- Suprématie est un jeu de plateau sorti en 1987, en France chez Descartes Editeur. Les joueurs y contrôlent une des six puissances mondiales : Confédération de l'Amérique du Sud, Fédération des États Africains, Ligue des Nations Européennes, République populaire de Chine, États-Unis d'Amérique et Union des Républiques Socialistes Soviétiques. C'est un jeu de conquête, mais qui intègre aussi des mécanismes économiques importants et où la diplomatie est cruciale. Le risque de guerre nucléaire totale est lui aussi simulé : si 12 territoires sont détruits par des bombes atomiques, tous les joueurs perdent la partie.